# Maria Niggemeyer
Maria Niggemeyer (* 18. Mai 1888 in Münster als Maria Keuper; † 27. September 1968 in Unna) war eine deutsche Politikerin (Zentrum, später CDU).

## Leben und Beruf
Nach dem Schulbesuch absolvierte Niggemeyer das Katholische Lehrerinnenseminar in Münster, schloss es 1907 mit der Lehrerinnenprüfung ab und arbeitete anschließend als Volksschullehrerin in Gronau. Sie war später Hausfrau und wurde 1933 Vorsitzende des Katholischen Fürsorgevereins im Kreis Unna.

## Partei
Während der Zeit der Weimarer Republik war Niggemeyer Mitglied der Zentrumspartei. Nach dem Zweiten Weltkrieg zählte sie zu den Mitbegründern der CDU im Kreis Unna. Sie war seit 1948 Mitglied im Geschäftsführenden Vorstand der CDU Westfalen, gehörte dem dortigen Frauenausschuss an und wurde später zu dessen stellvertretenden Vorsitzenden gewählt.

## Abgeordnete
In Gronau kandidierte sie 1919 bei der ersten für Frauen zugänglichen Wahl für das Stadtparlament und zog als erste weibliche Abgeordnete für das Zentrum in den Rat der Stadt ein. Zusammen mit ihrem Mann Heinrich Niggemeyer kam sie 1920 nach Werne a.d. Lippe und zog 1928 nach Bönen, wo Heinrich Niggemeyer in der chemischen Abteilung eines Bergwerks in leitender Position tätig war. Nach dem Zweiten Weltkrieg setzte Maria Niggemeyer ihr kommunalpolitisches Engagement fort. Sie wurde 1945 in den Rat der Gemeinde Altenbögge gewählt, saß in der Amtsversammlung Pelkum, war seit 1946 Kreistagsmitglied des Kreises Unna und hier seit 1948 Vorsitzende der CDU-Fraktion.
Niggemeyer war 1948/49 Mitglied des Wirtschaftsrates der Bizone. Dem Deutschen Bundestag gehörte sie seit dessen erster Wahl 1949 bis 1961 an. Sie vertrat von 1949 bis 1957 den Wahlkreis Paderborn – Wiedenbrück und zog 1957 über die Landesliste der CDU Nordrhein-Westfalen ins Parlament ein. Vom 13. Februar 1953 bis 1957 war sie Vorsitzende des Bundestagsausschusses für Fragen der öffentlichen Fürsorge, nachdem sie zuvor bereits seit 1949 stellvertretende Ausschussvorsitzende gewesen war.

## Ehrungen
Als Anerkennung für ihre kommunale und bundespolitische Arbeit erhielt Maria Niggemeyer im Jahre 1956 das Große Bundesverdienstkreuz mit Stern aus der Hand des Bundespräsidenten. 1958, zu ihrem siebzigsten Geburtstag, verlieh ihr Papst Paul VI. den Ehrenorden „Pro Ecclesia et Pontifice“, mit dem Kleriker und Laien für ihre Verdienste um die katholische Kirche geehrt werden.